# Scalibregmides peruanus
Scalibregmides peruanus är en ringmaskart som beskrevs av Blake 1981. Scalibregmides peruanus ingår i släktet Scalibregmides och familjen Scalibregmatidae. Inga underarter finns listade i Catalogue of Life.